# Séisme de 2010 à Kaohsiung
Le séisme de 2010 à Kaohsiung est un séisme d'une magnitude de 6,4 qui frappe la partie sud de l'île de Taïwan au matin du 4 mars 2010. La secousse tellurique est ressentie dans une grande partie de l'île, causant des dégâts matériels dans le Xiàn (comté) de Kaohsiung. 
Le bilan humain est de 96 blessés, évacués dans les principaux hôpitaux de la région. Pour le centre de sismologie de l'agence nationale de météorologie, ce séisme apparaît comme le plus puissant à toucher la région de Kaohsiung depuis plus d'un siècle.

## Déroulement des événements
La première secousse est ressentie à 8h18 (0h18 UTC), causant des dégâts matériels à Kaohsiung et Tainan. Une seconde secousse d'une magnitude de 4,6 intervient six minutes plus tard. Au total, 19 répliques sont enregistrées dans la journée, la plus forte atteignant la magnitude de 5,7. 
Plusieurs immeubles et bâtiments publics sont endommagés, tandis que des coupures de courant affectent plus de 545 000 foyers. Cinq départs d'incendie sont signalés dans la région, dont un affectant une usine de textile de Tainan, entièrement ravagée par les flammes malgré l'intervention des pompiers. 
Une cellule de crise est mise en place par le président Ma Ying-jeou, et les forces armées mobilisées pour prêter main-forte aux sinistrés. 
Taïwan est une région fréquemment secouée par des tremblements de terre, l'île étant située à la jonction des plaques eurasiennes et philippines. 